# Калиновка (Давлекановский район)
Калиновка (баш. Калиновка) — деревня в Давлекановском районе Башкортостана, входит в состав Казангуловского сельсовета. 

## Население
| 2002 | 2009 | 2010 |
| ---- | ---- | ---- |
| 22   | ↘18  | ↗42  |

Согласно переписи 2002 года, преобладающая национальность — русские (73 %).

## Географическое положение
Находится на левом берегу реки Дёмы.
Расстояние до:
- районного центра (Давлеканово): 15 км,
- центра сельсовета (Казангулово): 5 км,
- ближайшей ж/д станции (Давлеканово): 15 км.

## Известные уроженцы
- Тарасенко, Николай Евдокимович (9 мая 1908 года — 20 июля 1974 года) — тракторист, бригадир тракторной бригады Давлекановской машинно-тракторной станции, Герой Социалистического труда.